# Гаврилов, Юрий Олегович
Юрий Олегович Гаврилов (род. 28 января 1948, Москва) — советский геолог, литолог, лауреат премии имени А. Д. Архангельского (2008). Главный редактор научного журнала «Литология и полезные ископаемые».

## Биография
Родился 28 января 1948 года в Москве.
В 1971 году — с отличием окончил геологический факультет МГУ по специальности «Геологическая съемка и поиски месторождений полезных ископаемых», дипломная работа по теме: «Нижнеюрские и ааленские отложения Северной Кахетии».
В августе 1971 года принят на работу в Геологический институт Академии наук СССР.
С 1971 года по настоящее время проводит научно-исследовательские экспедиционные работы в разных районах Крымско-Кавказской области и Русской плиты.
В 1978 году — защитил кандидатскую диссертацию, тема: «Диагенетические преобразования в глинистых отложениях среднего миоцена Восточного Предкавказья». Результаты исследований изложены в одноимённой монографии (1982 год).
В 2002 году — защитил докторскую диссертацию, тема: «Динамика формирования юрского терригенного комплекса Большого Кавказа: седиментология, геохимия, постседиментационные преобразования», а в 2005 году опубликована монография с тем же названием.
Член редколлегии ГИН РАН «Труды Геологического института», член редколлегий журналов «Литология и полезные ископаемые» и «Бюллетень МОИП. Отдел геологический».
Председатель диссертационного совета по литологии ГИН РАН, член диссертационного совета при геологическом факультете МГУ.

## Награды
- Премия имени А. Д. Архангельского (2008) — За монографию «Динамика формирования юрского терригенного комплекса Большого Кавказа: седиментология, геохимия, постседиментационные преобразования»

## Членство в организациях
- Член Международной ассоциации седиментологов (IAS).